# Porta Pradella
Porta Pradella (conosciuta anche come Porta Belfiore) era una delle porte della città di Mantova.

## La Porta dell'Acquadrucio (1242)
La denominazione di Porta Pradella è attestata a partire dagli inizi del XVI secolo: anticamente la porta era infatti conosciuta col nome di Porta dell'Acquadrucio, fatta costruire in età comunale nel 1242 in seguito dell'ampliamento della città e della riorganizzazione delle linee difensive poste al di là della nuova urbanizzazione, dove le componenti difensive che componevano la torre vennero smontate per costruire una Borgata chiamata Predella, borgata creata dal comune di Mantova nel 1328. Bonamente Aliprandi, cronista e storico di Mantova, disse che la Porta venne costruita nel 703 dai Cremonesi, come pegno di obbligo in seguito a una discordia con i Mantovani sui diritti di navigazione del Fiume Oglio: la discordia portò a una guerra nella quale i Cremonesi vennero sconfitti dai Mantovani. Questi ultimi obbligarono i Cremonesi a costruire la Porta; la costruzione venne completata nell'arco di dieci anni. L'antica porta è indicata fra le porte registrate nell'affresco della Masseria (XV secolo), presente in piazza Broletto. La porta sorgeva al termine dell'allora Borgo San Giovanni, successivamente chiamato Borgo del Leon Vermiglio (l'attuale corso Vittorio Emanuele), sviluppatosi al di fuori della Porta delle Quattro Porte. La Porta fu eretta con due rocche ai lati e con delle torri di guardia, denominata anticamente porta Quadrozza dall'impero romano.
La Porta dell'Acquadrucio dava sbocco alle strade che portavano al Cremonese: sorgeva sull'antica Fossa Magistrale, protetta a sud-est dal Bastione d'Ognissanti. Venuta meno la sua importanza difensiva, cadde progressivamente in rovina: i suoi resti - come si evince dalla minuziosa distinzione delle varie sezioni della porta, operata dal Cherubini nei suoi disegni - sarebbero in seguito stati incorporati nella successiva Porta Pradella, realizzata dagli Austriaci verso la metà dell'Ottocento.

## La nuova Porta Pradella (1847-1850)
Più volte nel corso della prima metà dell'Ottocento il Comune di Mantova insieme al Genio Militare avevano espresso la volontà di fortificare Porta Pradella (1800, 1832, 1838). Finalmente il 13 maggio 1846 venne presentato alla Commissione d'Ornato e alle autorità militari il progetto definitivo - su disegno del bresciano Giovanni Cherubini - per la costruzione di Porta Pradella. Una volta approvato, si provvedette, verso la fine del 1847, alla messa all'asta dei lavori, conclusi nel maggio del 1850.
La nuova porta si presentava in forme neoclassiche, con un avancorpo caratterizzato da quattro semicolonne doriche, coronate da trabeazione e sovrastate da un attico che mascherava il retrostante tetto del fabbricato. La muratura del fabbricato presentava parti a bugnato alternate a parti invece lisce. I prospetti laterali si presentavano in muratura priva di decorazioni, mentre i locali interni erano intonacati. Il fornice centrale conduceva ad un ponte, inizialmente levatoio.
La porta, perso nuovamente il proprio ruolo difensivo con l'annessione di Mantova al Regno d'Italia, risultò inutile alla città e ben presto fioccarono le proposte di demolizione. Questa tuttavia sopravvisse fino al 1937, quando venne deliberata una modifica di traffico cittadino per la città di Mantova: una delibera del 20 novembre 1939, firmata dal podestà della città, ne autorizzava la demolizione, sostenendo lo scarsissimo valore storico e artistico del manufatto e l'inutilità dello stesso anche dal punto di vista prospettico, a chiusura di corso Vittorio Emanuele, rispetto al quale risultava abbastanza decentrata. Oltretutto la porta impediva la vista dei Giardini Pubblici e risultava inoltre parecchio d'intralcio per il traffico del tempo. I lavori si conclusero nel settembre del 1940; inizialmente la porta, su indicazione del Ministero dell'Educazione Nazionale, sarebbe dovuta essere riedificata in arretrato sull'asse del corso Vittorio Emanuele perché si verrebbe così a mantenere al corso un bel fondale. Delle varie parti smontate, quelle di scarto vennero portate in Valletta Paiolo, dove sarebbero state impiegate per la formazione di terrapieni e rivestimenti stradali; i marmi invece - numerati - dovevano invece essere accatastati nel piazzale antistante i giardini, in vista della riedificazione futura. Tuttavia vennero portati a Valletta Belfiore, dove rimasero diverso tempo in uno stato di abbandono. Abbandonato con la guerra il progetto, gran parte dei marmi finì rubato o disperso: ciò che ne rimane oggi costituisce gli ultimi frammenti superstiti della vecchia porta.

## Galleria d'immagini

Corso Vittorio Emanuele II e porta Pradella
I giardini pubblici e porta Pradella